# Jean Castex
Jean Castex (Vic-Fezensac, 1965. június 25. –) francia politikus, 2020. július 3. és 2022.május 16. között Franciaország miniszterelnöke.

## Kapcsolódó szócikk
- Franciaország miniszterelnökeinek listája